# Cara de pato

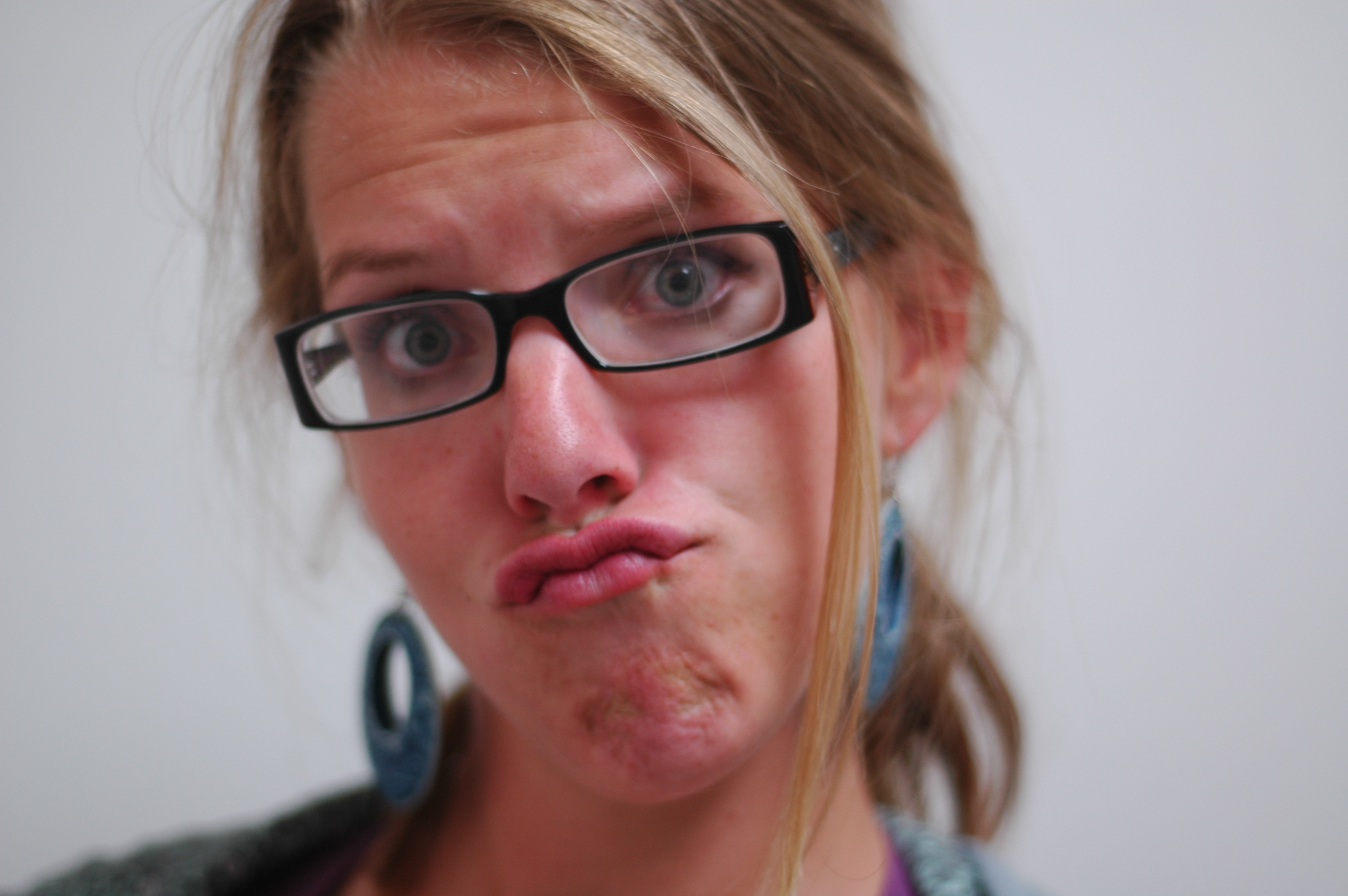
Cara de pato

"Cara de pato" ou "biquinho" é uma tendência em poses fotográficas, que é bem conhecida em fotos de perfil em redes sociais ou de encontro. Os lábios são pressionadas em conjunto, como em um "biquinho"e muitas vezes simultaneamente com as bochechas sugadas. Pode ser feita para atuar tanto como auto-depreciativo ou sexy. Pode expressar simpatia, atratividade, e amistosidade.
O Oxford Dictionary adicionou "cara de pato" como uma palavra nova.
De acordo com Patheos, a cara de pato é uma expressão que é falsa, sem emoção verdadeira e uma fachada de falsa felicidade. Eles criticam a cara de pato como uma objetivação de um sorriso. A cara de pato é um extremo do  beijinho "biquinho", que foi originalmente usado para criar fotos sensuais.